# Platypalpus pseudounguiculatus
Platypalpus pseudounguiculatus is een vliegensoort uit de familie van de Hybotidae. De wetenschappelijke naam van de soort is voor het eerst geldig gepubliceerd in 1909 door Strobl.